# Mlamolovo
Mlamolovo (bulgariska: Мламолово) är ett distrikt i Bulgarien.   Det ligger i kommunen Obsjtina Bobovdol och regionen Kjustendil, i den västra delen av landet, 50 km sydväst om huvudstaden Sofia.
Trakten runt Mlamolovo består till största delen av jordbruksmark. Runt Mlamolovo är det ganska tätbefolkat, med 104 invånare per kvadratkilometer.